# 佐々木本道
佐々木 本道（ささき　もとみち、1925年5月21日 - 1995年6月7日 ）は、日本の細胞遺伝学者、専門は動物染色体。北海道大学名誉教授。

## 生涯
東京生まれ。1954年、北海道大学理学部生物学科卒業。1959年、北海道大学理学博士。「吉田肉腫における四亜系の染色体構成及び亜系分岐の発生に関する細胞学的ならびに移植遺伝学的研究」。  
1962年、米国カリフォルニア大学ロスアンジェルス校医学部放射線科に留学。1969年、北海道大学理学部附属動物染色体研究施設教授就任・施設長兼任。1990年、佐々木研究所所長就任。北海道大学名誉教授。勲三等瑞宝章授与。
日本人類遺伝学会（理事）、財団法人染色体学会（理事）、日本癌学会（評議員）、日本遺伝学会（評議員）などで活動。

## 著書・参考資料
- 「財団法人佐々木研究所五十年史」、（財）佐々木研究所編、 1990年
- 「細胞遺伝学 (21世紀への遺伝学)」 、佐々木本道、裳華房、1994年
- 「佐々木本道先生追悼文集」、佐々木研究所細胞遺伝部内編集委員会、1997年